# 528
528(오백이십팔)은 527보다 크고 529보다 작은 자연수다.

## 수학
- 합성수로, 그 약수는 총 20개다. (1, 2, 3, 4, 6, 8, 11, 12, 16, 22, 24, 33, 44, 48, 66, 88, 132, 176, 264, 528)
  - 528의 진약수의 합은 960이므로, 528은 과잉수다.
- 32번째 삼각수다. 앞의 삼각수는 496, 다음 삼각수는 561이다.
- {\displaystyle 528=22\times 24}
  - 연속하는 두 짝수의 곱으로 나타낼 수 있으며, 이 성질을 지닌 앞의 수는 440, 다음 수는 624다.
- {\displaystyle 23^{4}-1}은 528로 나누어떨어진다.

## 교통

### 철도
- 수도권 전철 5호선 마포역의 역번호.

### 도로
- 현도 제528호선

## 군사
- 제528지원여단: 미국 육군의 전투지원여단.
- U-528(영어판): 제2차 세계 대전에 사용된 나치 독일의 군용 잠수함.

## 문화유산
- 대한민국의 보물 제528호: 제천 청풍 한벽루
- 대한민국의 사적 제528호: 울산 약사동 제방

## 기타
- 날짜: 5월 28일
- 연도: 528년, 기원전 528년